# Hennie Nieuwenhuis
Hennie Nieuwenhuis (30 september 1942) is een Nederlands voormalig voetballer. Hij kwam tussen 1963 en 1974 achtereenvolgens uit voor Sportclub Enschede, De Graafschap en SC Heracles. 
Nieuwenhuis speelde op De Vijverberg van 1965 tot 1969 toen respectievelijk Evert Teunissen en Ad Zonderland trainer waren. Afwisselend werd in de Eerste divisie en de Tweede divisie gevoetbald. In een 4-2-4 systeem vormde hij samen met Fred Jaski het middenveld. Vervolgens was hij tot 1974 actief voor Heracles Almelo, waar van 1972 tot 1974 Ron Dellow zijn trainer was.
Net als andere spelers bij De Graafschap, zoals André Schuurman, Bertus Mensert en Fred Jaski werkte de semi-prof bij bandenfabriek Vredestein in Doetinchem, een bedrijf dat veel tijd en energie in sport stopte, onder andere in een wielerploeg. Ook enkele voetballers uit Engeland die met trainer Eric Norman Jones meekwamen, werkten bij De Vredestein.

## Carrièrestatistieken
| Seizoen         | Club               | Land            | Competitie      | Competitie | Competitie | Beker | Beker | Internationaal | Internationaal | Overig | Overig | Totaal | Totaal |
| Seizoen         | Club               | Land            | Competitie      | Wed.       | Dlp.       | Wed.  | Dlp.  | Wed.           | Dlp.           | Wed.   | Dlp.   | Wed.   | Dlp.   |
| --------------- | ------------------ | --------------- | --------------- | ---------- | ---------- | ----- | ----- | -------------- | -------------- | ------ | ------ | ------ | ------ |
| 1963/64         | Sportclub Enschede | Nederland       | Eredivisie      | –          | –          | –     | 1     | 0              | 0              | 0      | 0      | –      | –      |
| 1964/65         | Sportclub Enschede | Nederland       | Eredivisie      | –          | –          | –     | 0     | 0              | 0              | 0      | 0      | –      | –      |
| 1965/66         | De Graafschap      | Nederland       | Tweede divisie  | –          | 3          | –     | 0     | 0              | 0              | 0      | 0      | –      | 3      |
| 1966/67         | De Graafschap      | Nederland       | Eerste divisie  | –          | –          | –     | –     | 0              | 0              | 0      | 0      | –      | –      |
| 1967/68         | De Graafschap      | Nederland       | Tweede divisie  | –          | 0          | –     | 0     | 0              | 0              | 0      | 0      | –      | 0      |
| 1968/69         | De Graafschap      | Nederland       | Tweede divisie  | –          | 0          | –     | 0     | 0              | 0              | 0      | 0      | –      | 0      |
| 1969/70         | Heracles           | Nederland       | Eerste divisie  | –          | –          | –     | 0     | 0              | 0              | 0      | 0      | –      | –      |
| 1970/71         | Heracles           | Nederland       | Eerste divisie  | –          | –          | –     | 0     | 0              | 0              | 0      | 0      | –      | –      |
| 1971/72         | Heracles           | Nederland       | Eerste divisie  | –          | –          | –     | 0     | 0              | 0              | 0      | 0      | –      | –      |
| 1972/73         | Heracles           | Nederland       | Eerste divisie  | –          | –          | –     | 0     | 0              | 0              | 0      | 0      | –      | –      |
| 1973/74         | Heracles           | Nederland       | Eerste divisie  | –          | –          | –     | 0     | 0              | 0              | 0      | 0      | –      | –      |
| Carrière totaal | Carrière totaal    | Carrière totaal | Carrière totaal | –          | –          | –     | 1     | 0              | 0              | 0      | 0      | –      | –      |

## Erelijst
De Graafschap
| Nationaal      |    |         |
| Tweede divisie | 1x | 1968/69 |